# Nazionale femminile di calcio della Bolivia
La nazionale di calcio femminile della Bolivia  è la rappresentativa calcistica femminile internazionale della Bolivia, gestita dalla locale federazione calcistica (FBF).
In base alla classifica emessa dalla FIFA il 15 marzo 2024, la nazionale femminile occupa il 104º posto del FIFA/Coca-Cola Women's World Ranking.
Come membro del CONMEBOL partecipa a vari tornei di calcio internazionali, come al campionato mondiale FIFA, alla Copa América Femenina, ai Giochi olimpici estivi e ai tornei a invito.

## Storia
La nazionale femminile della Bolivia giocò la sua prima partita internazionale l'8 gennaio 1995 in occasione dell'esordio nel campionato sudamericano 1995, venendo sconfitta dal Cile per 11-0. Nello stesso torneo perse 12-0 dall'Argentina e 15-0 dal Brasile, realizzando la prima rete nella sconfitta per 6-1 dall'Ecuador. Ottenne la sua prima vittoria in un torneo internazionale nel campionato sudamericano 2003 superando il Cile per 7-1. Nelle edizioni successive del campionato sudamericano la nazionale boliviana ha collezionato per lo più sconfitte, senza riuscire a superare la prima fase a gironi né riuscendo a qualificarsi ad altri tornei internazionali. Nelle prime due edizioni del torneo femminile di calcio dei Giochi bolivariani, riservate alle nazionali maggiori, la nazionale boliviana rimase ai piedi del podio; mentre, nell'edizione 2013 dei Giochi la nazionale under-20 conquistò la medaglia di bronzo.

## Partecipazione ai tornei internazionali
Legenda: Grassetto: Risultato migliore, Corsivo: Mancate partecipazioni